# Docyna triplaga
Docyna triplaga är en fjärilsart som beskrevs av Walker 1855. Docyna triplaga ingår i släktet Docyna och familjen tandspinnare. Inga underarter finns listade i Catalogue of Life.